# Płoć pardilska
Płoć pardilska, pardilla (Iberochondrostoma lemmingii) – gatunek słodkowodnej ryby z rodziny karpiowatych (Cyprinidae). Występuje na Półwyspie Iberyjskim.
Pozycja taksonomiczna tego gatunku nie jest jasna. Steindachner w 1866 opisał go pod nazwą Leuciscus lemmingii. Później był klasyfikowany jako Chondrostoma lemmingii. Kottelat (1997) zaliczył go do rodzaju Rutilus, natomiast Doadrio i Carmona (2003, 2004) oraz Coelho et al. (1997) ponownie do Chondrostoma. Doadrio i Elvira w 2007 zaliczyli płoć pardilską do nowego rodzaju Iberochondrostoma.